# Kreispflegeanstalt Freiburg

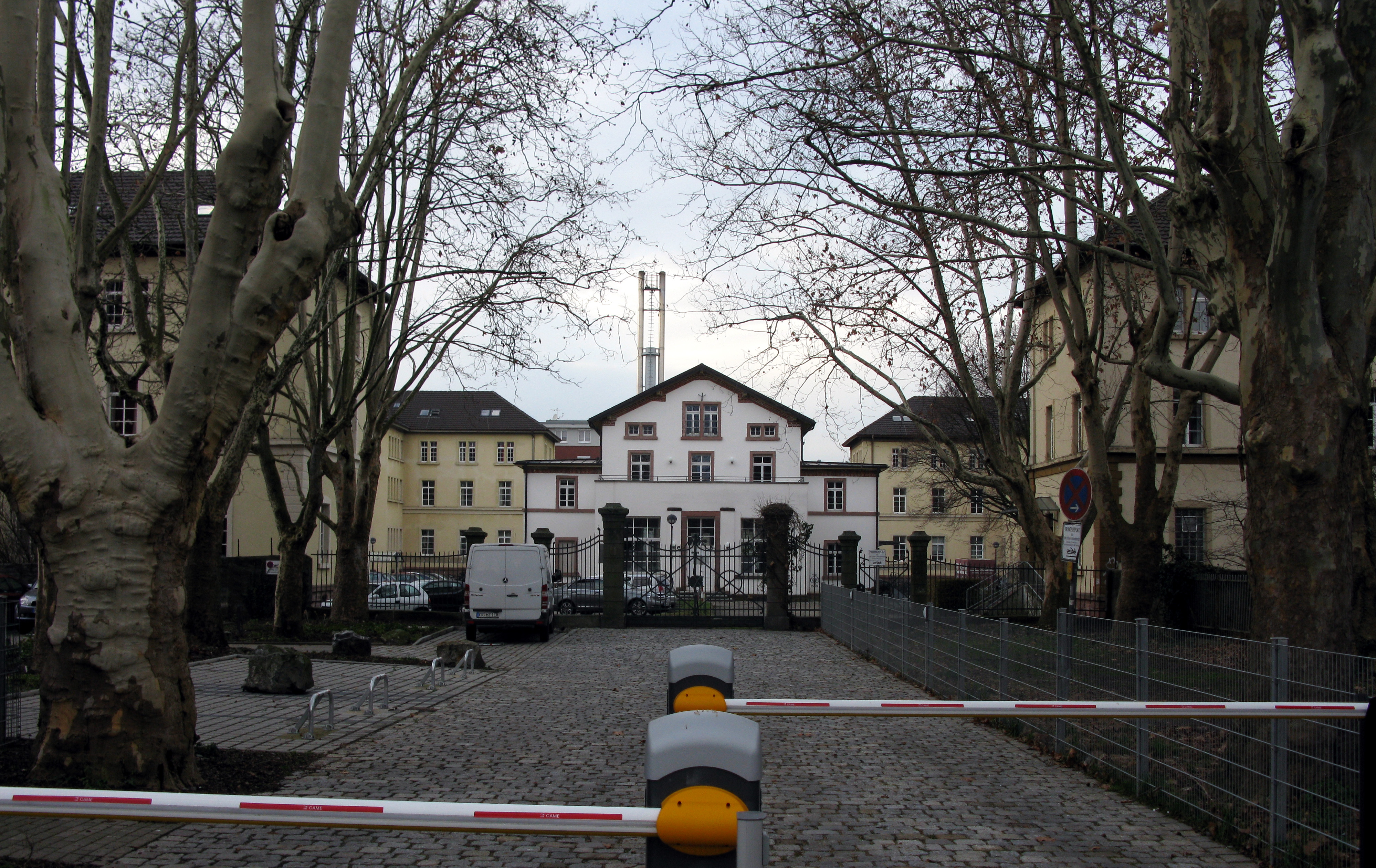
Gebäude der früheren Kreispflegeanstalt in Freiburg, in der Mitte das damalige Wirtschaftsgebäude.

Die Kreispflegeanstalt Freiburg befand sich in Freiburg im Breisgau. Die Gebäude zwischen der Eschholz- und der Engelbergerstraße sind heute noch vorhanden und werden vom Studierendenwerk sowie von der Universität genutzt.

## Geschichte
1875 wurden fünf dreistöckige Gebäude errichtet. Vier von ihnen besaßen Schlafsäle für jeweils bis zu 25 Menschen.

### Zeit des Nationalsozialismus
1940 wurden die Insassen im Rahmen der Aktion T4 ermordet.
Der erste Transport am 8. August 1940 mit 75 Menschen verlief eher ruhig. Die Pfleglinge wurden in vier oder fünf großen Postomnibussen mit weiß gestrichenen Fenstern abgeholt. Der Zielort war nicht bekannt. Danach häuften sich die Todesmeldungen.
Schwester Oberin Ildefonsa schilderte 1948 als Zeugin vor dem Freiburger Landgericht den zweiten Transport am 10. Oktober 1940, mit dem 50 bis 60 Menschen mit einem Omnibus nach Grafeneck gebracht wurden: „Über die Grauenhaftigkeit dieser Szene brauche ich nur das zu sagen, dass sich die einzelnen Patienten in ihrer Verzweiflung an mich klammerten, so dass sie mir förmlich vom Leibe weggerissen werden mussten, wobei auch meine Kleider zerrissen. Eine ältere Patientin klammerte sich in ihrer Todesangst schreiend an die Dachsparren auf dem Speicher und musste von fünf Leuten runtergeholt und in den Wagen gebracht werden.“ Zuvor waren die Patienten in Panik hin und her gelaufen, schauten aus dem Fenster und schrieben Abschiedsbriefe an ihre Verwandten.
Danach wurde die Anstalt aufgelöst. Zwischen 20 und 25 Bewohner seien entlassen, die anderen in andere Anstalten verlegt worden – und hier möglicherweise auch vom Tode bedroht.
Die im Rahmen der Freiburger Prozesse verurteilten Arthur Schreck und Ludwig Sprauer konnten 1951 aufgrund eines Gnadenerlasses das Gefängnis verlassen, erhielten am 1. August 1954 die bürgerlichen Ehrenrechte zurück sowie einen monatlichen Unterhaltsbeitrag von 450 Mark.
Von 1941 bis 1945 dienten die Häuser als Luftwaffen-Lazarett.

### Nachkriegszeit
In der Nachkriegsjahren waren die Häuser Teil der Uni-Klinik und von 1950 bis 1991 ein französisches Militärlazarett. Seitdem dienen die Häuser als ein Studierendenwohnheim, das nach der Erweiterung um ein neues Gebäude mit 98 Plätzen im Jahr 2010 über insgesamt 326 Plätze verfügt. Zwei weitere Gebäude werden von dem Psychologischen Institut der Universität Freiburg genutzt.